# Silvio Antoniano
Silvio Antoniano (Roma, 31 de dezembro de 1540 - Roma, 16 de agosto de 1603) foi um cardeal do século XVII

## Biografia
Nasceu em Roma em 31 de dezembro de 1540. De uma família pobre. Filho de Matteo Antoniano, comerciante de lã e roupas, e de Pace Colella. Tio-avô do Cardeal Carlo Gualterio (1654).
Estudou na Universidade de Ferrara, onde obteve o doutorado em utroque iure , tanto em direito canônico quanto em direito civil, em 1556.
O cardeal Otto Truchess von Waldburg o protegeu e ajudou em sua infância, proporcionando um lugar para morar e ajudando a prosseguir seus estudos. Desde cedo demonstrou grande inclinação para a poesia e a música; ele tocava a lira com perfeição. O Cardeal Gianagelo de' Medici conheceu o jovem Silvio e apreciou seus talentos. O Papa Júlio III deu-lhe alojamento e alimentação no Palácio Apostólico. Príncipe da Academia Vaticano , 1560; foi fundada pelo cardeal Carlo Borromeo. O duque Ercole II de Ferrara conheceu-o em Roma e impressionado com seu talento musical, levou-o para Ferrara para estudar. Professor de literatura clássica na Universidade de Ferrara. De Ferrara, foi para Veneza com o cardeal Ippolito II d'Este em 1555. Após a morte do duque, foi para Roma e o Papa Pio IV nomeou-o professor de belas letras na Universidade Sapienza , Roma, 1563; nesta época conheceu o cardeal Borromeo e tornou-se seu preceptor e secretário de letras latinas. Em 1566, abandonou a cátedra e começou a estudar teologia com Filippo Neri, futuro santo e fundador do Oratório.
Ordenado em 17 de junho de 1568. Incentivado pelo Cardeal Borromeo, que o levou a Milão, escreveu Tre libri dell' educazione cristiana de' figliuoli , notável tratado sobre a educação cristã das crianças, ainda atual e de interesse pedagógico. Ele também escreveu obras de literatura, história e liturgia. Nomeado pelo Papa Pio V secretário do Sagrado Colégio dos Cardeais; ocupou os cargos por vinte e quatro anos. Proferiu a homilia durante a cappella papale que aconteceu na basílica patriarcal do Vaticano para celebrar a vitória de Lepanto. Acompanhou o cardeal Giovanni Morone, como secretário, em sua legação à Dieta de Ratisbona em 1576. Recusou a promoção episcopal às sés de Pavia, Narni e Cápua oferecida pelos papas Sisto V e Gregório XIV. Nomeado pelo Papa Sisto V secretário do SC dos Bispos e Regulares. Recusou a nomeação para secretário de memoriais que o Papa Gregório XIV queria conferir-lhe. Secretário de Breves, 1593. Mestre da Câmara Papal. Cânone da Basílica Patriarcal do Vaticano.
Criado cardeal sacerdote no consistório de 3 de março de 1599; recebeu o barrete vermelho e o título de S. Salvatore em Lauro, 17 de março de 1599. Foi um dos compiladores do Catecismo Romano e membro da comissão criada pelo Papa Clemente VIII para revisar o Breviário . Tinha uma grande devoção por Filippo Neri e deixou a sua biblioteca para o Oratório e pediu para ser sepultado na sua igreja.
Morreu em Roma em 16 de agosto de 1603. Sepultado no túmulo que mandou construir na capela da Natività da igreja de S. Maria in Vallicella, Roma